# 폭풍마경4
폭풍마경4(暴风魔镜4, Baofeng Mojing IV)는 중국의 베이징 폭풍마경 과학기술 유한회사(北京暴风魔镜科技有限公司)에서 제작한 가상현실 헤드 마운티드 디스플레이인 폭풍마경의 5번째 시리즈이며 폭풍마경3 PLUS의 후속작이다.
폭풍마경4 자체로는 어떠한 가상현실이나 헤드 마운티드 디스플레이로서의 기능을 수행할 수 없으며, 내부에 스마트폰을 삽입한 상태에서만 스마트폰에 의해 그 기능을 수행할 수 있다. 따라서 가상현실의 체험 환경은 전적으로 삽입된 스마트폰의 사양에 따라 결정된다. 사용가능한 스마트폰의 종류는 안드로이드와 아이폰이 있다.
2016년 1월 20일에 출시되었으며, 전작과 다른 가장 큰 특징은 경량화와 안경을 착용할 수 있는 점이다.

## 제품 특징
폭풍마경4는 사용자의 스마트폰을 가상현실 헤드 마운티드 디스플레이 기기로서 활용할 수 있게 도와주는 보조기기이다. 따라서 폭풍마경4 그 자체로는 어떠한 기능도 할 수 없다. 스마트폰을 본체에 장착하여 가상현실 환경을 구축한다는 점에서 구글 카드보드와 그 맥락을 같이 한다. 스마트폰을 활용하기 때문에 가상현실의 체험 환경은 전적으로 스마트폰의 사양에 따라 결정된다. 그러므로 스마트폰을 통해 즐기는 가상현실이 가지는 문제점인 사용 중에 화면 중심의 위치가 점점 다른 쪽으로 돌아가는 드리프트 현상이나, 센서가 매끄럽지 못해 발생하는 멀미 등의 문제점을 똑같이 갖고 있다. 
시야각은 96도로 영화 감상보다는 게임에 더 최적화되어있다. 약 10m 이내에서 약 470인치의 대형 스크린을 보는 느낌을 제공해준다고 한다. 무게는 265g으로 폭풍마경 시리즈 중에서도 가장 가볍고 다른 스마트폰을 이용하는 가상현실 헤드 마운티드 디스플레이기기와 비교하여도 상대적으로 가볍다. 스마트폰의 발열을 조절하기 위해 양쪽이 뚫려있는 형태이다. 오른쪽에 달려있는 휠을 통해 IPD(동공사이 거리)를 조절할 수 있다. 초점 조절은 불가능하다. 안경을 착용한 채로 사용할 수 있다. 2 way 헤드밴드를 이용해 머리에 장착할 수 있다. 렌즈는 일본산 광학용 원료를 이용해 만든 블루라이트와 적외선을 방지해주는 경화된 비구면 렌즈를 사용하였다.  제조사의 홍보로는 어안렌즈의 특징인 렌즈 외곽의 왜곡이 없다고 하지만, 다수의 사용자의 평에 따르면 왜곡이 꽤나 있다고 한다. 사용자의 얼굴과 직접 닿는 부분은 의료용 실리콘으로 제작되었다.
안드로이드 (운영 체제)와 아이폰용의 두가지 버전을 제공한다. 안드로이드용은 4.7인치부터 5.7인치까지 혹은 가장자리가 얇은 6인치 스마트폰까지 사용할 수 있으며, 아이폰용의 경우는 아이폰6와 아이폰6 PLUS, 아이폰6S와 아이폰6S PLUS를 지원한다. 1920×1080 이상의 해상도를 지원하는 스마트폰을 사용할 것을 권장하고 있다.
같이 제공하는 블루투스 리모컨으로 스마트폰을 원격제어하여 애플리케이션을 조작할 수 있다. 그러나 모든 애플리케이션에서 리모컨이 조작 가능한 것은 아니다.
컨텐츠는 앱 스토어 (iOS)나 플레이스토어 등 스마트폰의 앱 스토어를 통해 가상현실 관련 각종 애플리케이션을 내려받아 즐길 수 있다. 추가적으로 暴风魔镜(폭풍마경)이라는 전용 애플리케이션을 제공하며 이 애플리케이션을 통하여 게임, 영화, 360도 동영상 및 이미지 등을 즐길 수 있다. 전용 애플리케이션은 https://web.archive.org/web/20160612143227/http://mj.mojing.cn/%3Cnowiki/%3E%EC%97%90%EC%84%9C 내려받을 수 있다.

### 제품 구성
제품 구성으로는 폭풍마경4 본체, 헤드밴드, 블루투스 리모컨과 AAA 전지 2개, 사용설명서, 스펀지 조각, 렌즈를 닦을 때 사용하는 천이 있다. 스마트폰을 폭풍마경4에 장착하여 가상현실을 즐길 수 있으며, 2 way로 된 헤드밴드와 폭풍마경4 본체를 결합하여 사용자의 머리에 폭풍마경4를 장착할 수 있다. 블루투스 리모컨으로 스마트폰을 원격으로 조작할 수 있으며, 동봉된 스펀지는 스마트폰을 폭풍마경4에 장착할 때 그 높이를 높여주는 역할을 한다.

### 전작과의 차이점
폭풍마경4는 전작과의 차이점을 여럿 가지고 있다.
가장 큰 변화로는 경량화와 안경 착용의 여부이다. 스마트폰을 장착하는 형태의 기기는 기기의 무게에 장착하는 스마트폰의 무게가 더해지는데, 이전작들 같은 경우는 기기의 무게가 꽤 나가 사용자의 머리에 큰 부담을 주었다. 그러나 폭풍마경4는 이전작보다 22%나 가벼워졌기 때문에 사용자에게 가해지는 부담을 줄여준다. 또한 안경을 착용할 수 있어 근시나 난시 등의 증상을 앓고 있는 사용자들도 편하게 사용할 수 있게 되었다. 그러나 안경을 착용할 수 있게 되면서 초점조절 기능이 상대적으로 불필요해져 경량화를 이유로 삭제되었다.
헤드밴드의 경우 전작은 3way로 머리 위와 양 옆을 감싸는 형태였지만 폭풍마경4는 2way로 머리의 양 옆만 감싸는 형태이다. 그리고 헤드밴드의 탈부착이 더 쉬워졌다.
발열을 감소시키기 위해 제품의 양 옆을 크게 뚫었으며 이로 인해 이어폰 등의 연결이 쉬워져 이어폰선을 제공하지 않는다.
얼굴과 닿는 부분이 스펀지 재질에서 실리콘 재질로 바뀌었다.

### 구글 카드보드와의 차이점
기기에 스마트폰을 장착하여 사용한다는 점에선 구글 카드보드와 비슷하지만, 폭풍마경4는 구글 카드보드의 규격에 맞추어 만들어진 제품이 아니기 때문에 시야각이나 렌즈 크기 등 세세한 차이가 있다. 골판지와 플라스틱의 특성 차이 때문에 폭풍마경4의 내구성이 더 좋다. 구글 카드보드는 자석을 이용하여 스마트폰을 조작하지만 폭풍마경4는 블루투스 리모컨을 이용하여 스마트폰을 조작한다. 공식적으로 폭풍마경4는 카드보드를 지원하고 있진 않지만 자석을 이용할 수 없다는 점만 빼면 카드보드 애플리케이션을 이용한 가상현실 컨텐츠를 즐길 수도 있다.

### 삼성 기어 VR과의 차이점
삼성 기어 VR 역시 스마트폰을 장착하는 형태이고, 둘 다 플라스틱으로 만들어져 있지만, 삼성 기어 VR에는 자체의 센서가 있기 때문에 더 쾌적한 환경에서 가상현실을 즐길 수 있으며, 터치패드와 버튼을 통해 기기를 조작할 수 있다.  또 삼성 기어 VR은 오큘러스 스토어를 통해 방대한 양의 전용 컨텐츠들을 이용할 수 있다.

### 여타가상현실헤드 마운티드 디스플레이와의 차이점
고급 가상현실 헤드 마운티드 디스플레이 기기들은 자체적으로 디스플레이와 센서가 있어 더 뛰어난 포지셔널 트래킹과 헤드 트래킹 성능을 가지고 있다. 그러므로 스마트폰을 이용하는 류의 가상현실 헤드 마운티드 디스플레이기기보다 훨씬 더 쾌적한 가상현실 환경을 제공한다. 그러나 디스플레이 해상도가 스마트폰 해상도보다 낮은 경우가 많아 효율성이 떨어지는 편이다. 이러한 종류의 기기들은 주로 PC와 연결하여 사용하며, PC게임을 가상현실로 즐기는데에 최적화되어 있다. 가격은 폭풍마경4보다 보통 수십배 정도 비싸다.

## 전용애플리케이션
폭풍마경4는 暴风魔镜(폭풍마경)이라는 전용 애플리케이션을 제공하고 있다. 애플리케이션 내의 VR市場(시장)을 통해 다양한 컨텐츠를 즐길 수 있다. 제공하고 있는 컨텐츠로는 영화, 애니메이션, 드라마 등의 영상을 3D 혹은 2D로 제공하며, 가상현실 게임, 그리고 360도 영상 및 이미지를 제공하고 있다. 또한 스마트폰 내의 영상을 가상현실 환경에서 볼 수 있는 기능도 제공하고 있다. 그러나 언어가 중국어로 되어 있기 때문에 중국어 사용하지 않는 사람에게는 애플리케이션의 활용이 어려울 수 있다. 

## 같이 보기
- 가상현실
- 헤드 마운티드 디스플레이
- 구글 카드보드
- 오큘러스 리프트
- 삼성 기어 VR
- 스테레오스코피

## 참고 문헌
- https://web.archive.org/web/20160611234421/http://www.mojing.cn/product_1000023.html